# Marstall (Heidelberg)

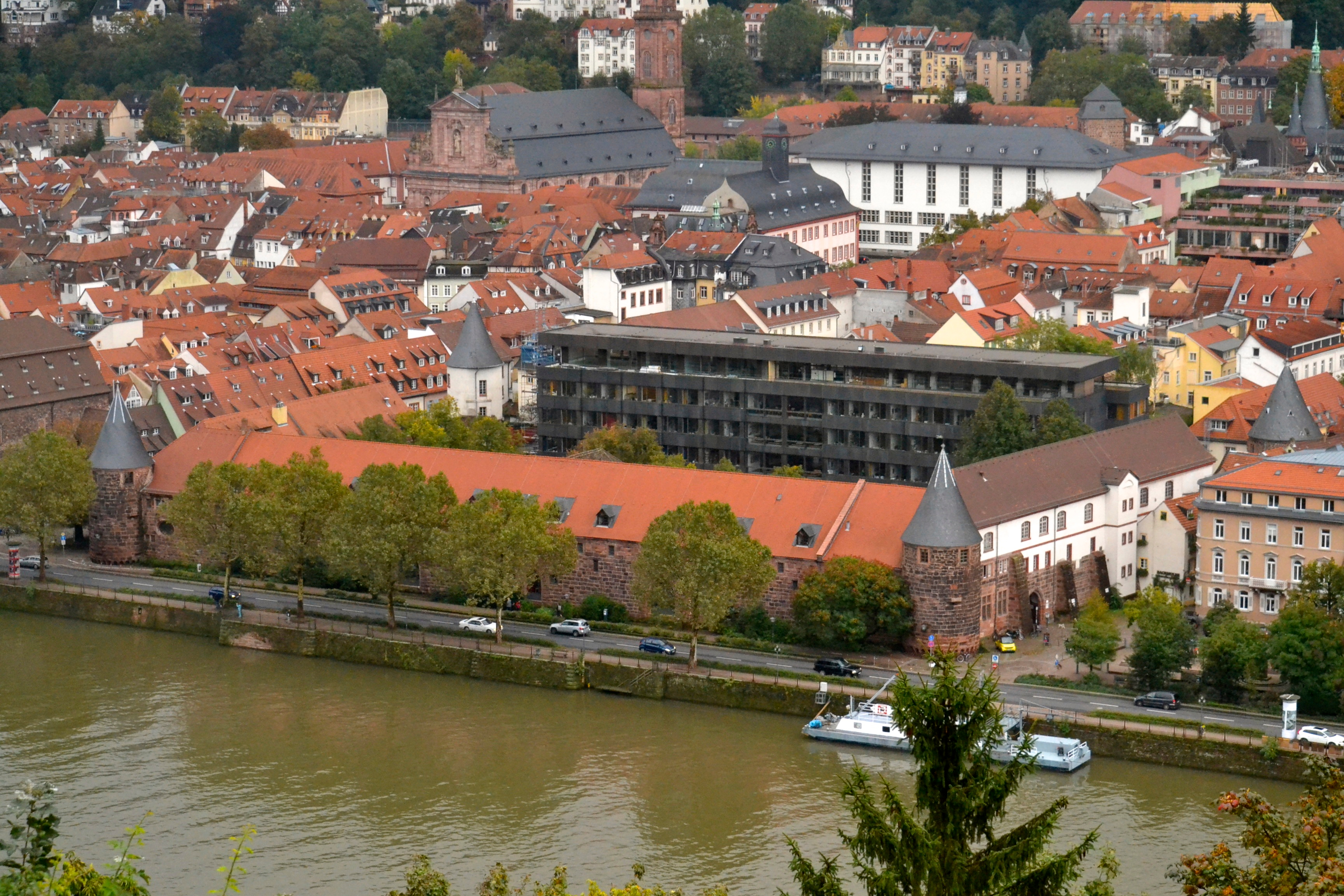
Heidelberger Marstall

Der Heidelberger Marstall, erbaut aus Neckartäler Sandstein, zählt zu den ältesten noch erhaltenen Gebäuden aus der Frühen Neuzeit in Heidelberg. Das heute mit dem Namen Marstall belegte Gebäude hieß ursprünglich Zeughaus, während sich der Marstall südlich anschließend in einem heute zerstörten Gebäude befand.

## Entstehungsgeschichte
Der Marstall mit seiner 135 Meter langen Gebäudefront entlang des Neckars ist eines der wenigen Gebäude, die am Übergang des Spätmittelalters zur Frühen Neuzeit erbaut worden sind und bis heute in der Heidelberger Altstadt unversehrt die Kriegswirren der Jahrhunderte überstanden haben.
Der Gebäudekomplex wurde wahrscheinlich unter Kurfürst Ludwig V. um 1510 als Zeughaus und Geschützgießerei, in der Vorsorge für den Kriegsfall, direkt am Neckar errichtet. Nur wenige Jahre zuvor, im Jahr 1504, war Heidelberg im sogenannten Landshuter Erbfolgekrieg belagert worden, was möglicherweise den Anlass für die Errichtung des Militärbaus in direkter Nähe zur Stadtmauer gab. Als zuständigen Architekten nimmt Herbert Derwein den kurpfälzischen Baumeister und Büchsenmeister Lorenz Lechler an, der in der fraglichen Zeit in kurpfälzischen Diensten stand und sowohl in architektonischer als auch in militärischer Hinsicht die nötigen Kenntnisse aufgewiesen haben dürfte. Teile des benötigten Steinmaterials stammten von der 1537 durch einen Blitzschlag zerstörten Oberen Burg oberhalb des heutigen Heidelberger Schlosses.
Der später dem Gebäude verliehene Name Marstall geht auf einen 1693 im Pfälzischen Erbfolgekrieg zerstörten Renaissancebau, entlang der Südseite des Innenhofes zurück, der unter Pfalzgraf Johann Kasimir 1590 erbaut worden war.

## Architektur

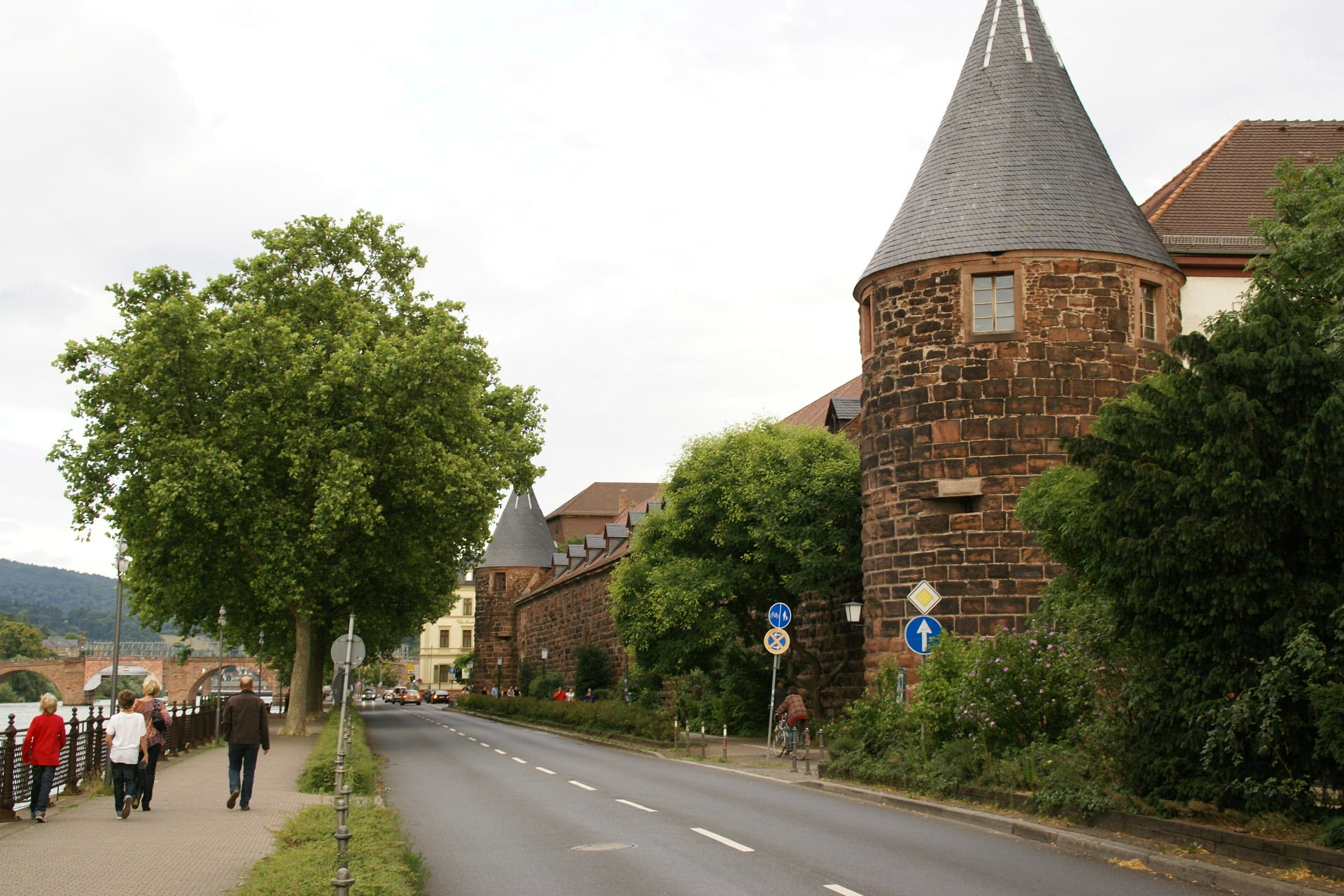
Neckarfront am Marstall

Die Architektur des Zeughauses war stark auf Wehrhaftigkeit ausgerichtet. An beiden Begrenzungen des Gebäudekomplexes, im Westen und im Osten entlang seiner Neckarfront, befinden sich je ein Wachturm mit Schießscharten für Handfeuerwaffen. Der Innenhof war mit mächtigen Befestigungsmauern eingefasst, die aus Buckelquadern errichtet waren. Die Zufahrt erfolgte von Westen, vom heutigen Krahnenplatz. Dieser hat seinen Namen von einem großen Kran, der an den westlichen Eckturm angebaut war und mit dem Waren vom Neckar an Land verladen wurden. Der Neckar reichte zu dieser Zeit bis an die Grundmauern des Zeughauses, sodass im mittleren Bereich des Gebäudes auch Waren direkt in das Gebäude verladen werden konnten. Zu diesem Zweck existiert im Zentrum der Nordfront ein rundbogiges, heute verglastes Tor.
Der 1693 zerstörte Marstall an der Südseite des Zeughauses lässt sich vor allem durch die große Heidelberg-Ansicht des Kupferstechers Matthäus Merian rekonstruieren. Der Bau ruhte auf einem hohen Sockel, über dem sich noch zwei Hauptgeschosse anschlossen. Im Erdgeschoss befanden sich Stallungen für über hundert Pferde, die durch ein zentrales Eingangstor zugänglich waren. Beiderseits dieses Zugangstors verlief eine Freitreppe zu einem zweiten Eingang, der sich im oberen Geschoss befand. Das dreistöckige große Satteldach war mit fünf Spitzgiebeln versehen. Die beiden äußeren davon waren direkt zugänglich durch zwei Treppentürme, die an die Vorderseite des Gebäudes angebaut war. Zur Zeit des Erbauers Pfalzgraf Johann Kasimir wurde der Dachbereich als Lebensmittelspeicher für wirtschaftliche Notsituationen genutzt. Die Fassade des Gebäudes soll zeitgenössischen Schilderungen zufolge mit 48 prunkvollen Säulen verziert gewesen sein.

## Heutige Nutzung des Gebäudes

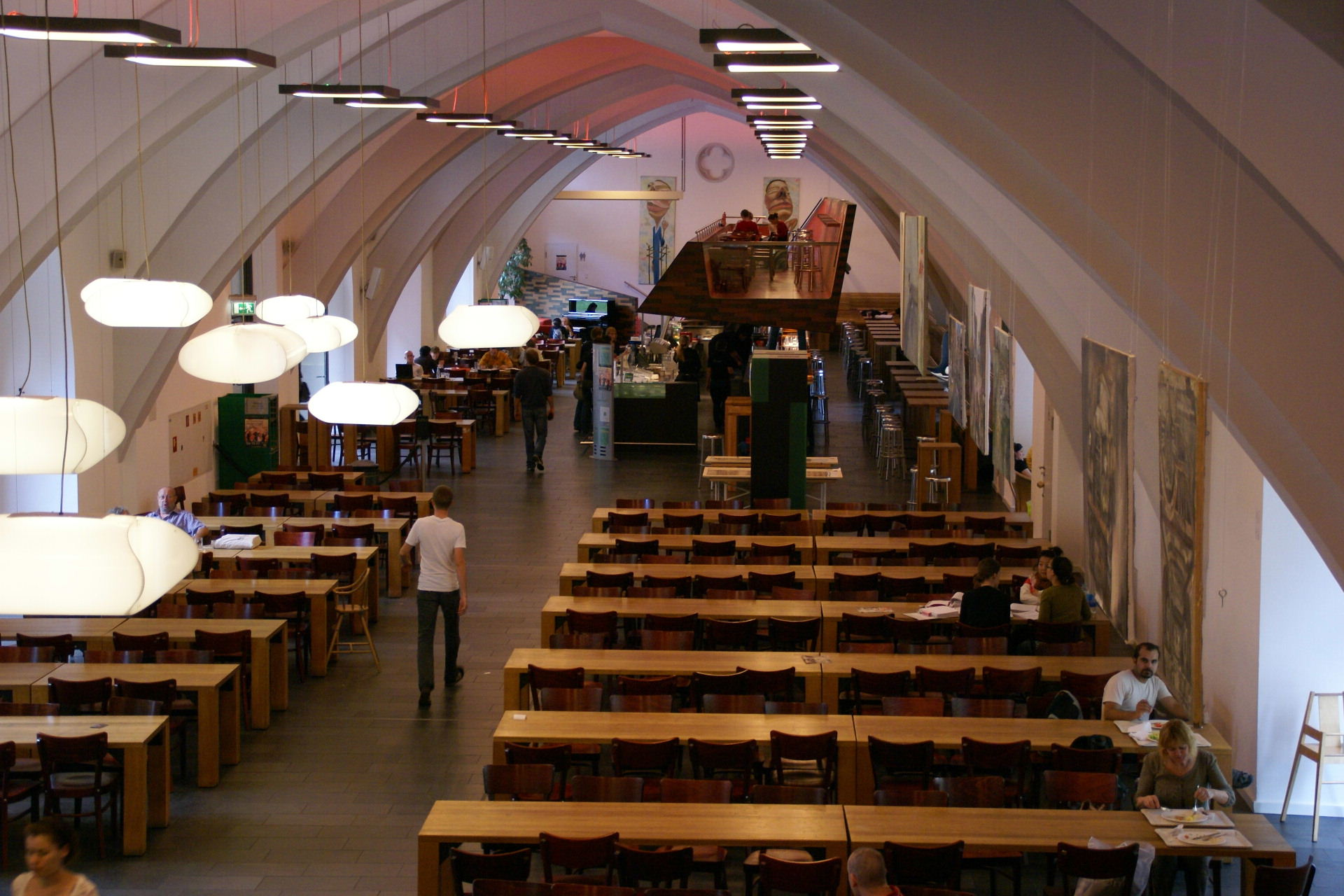
Zeughaus-Mensa im Marstall

Heute befinden sich in dem Gebäudekomplex, dessen Innenausbau im Laufe seiner Geschichte mehrfach der jeweiligen Nutzung entsprechend umgestaltet wurde, die vielfach ausgezeichnete Zeughaus-Mensa und die Verwaltung des Studierendenwerkes.
Der Korpus des Gebäudekomplexes und seine gesamte Architektur aus meterdicken Sandsteinmauern sind bis heute im ursprünglichen Zustand seiner Entstehungszeit erhalten. Der Marstall Heidelberg bildet mit der gegen Osten, Neckar aufwärts gelegenen Heuscheuer (Heidelberg), ein beeindruckendes Ensemble erbaut aus Neckartäler Sandstein, dessen Steinbrüche heute weitgehend aufgelassen sind.